# Michel Bellot
Michel Bellot, né le 19 juin 1824 à Valigny (Allier) et décédé le 20 mars 1890 à Sancoins (Cher), est un homme politique français.

## Biographie
Instituteur, il est maire de Sancoins et conseiller général du canton de Sancoins. il est élu député du Cher en 1881 et siège à l'extrême gauche. En 1885, il ne trouve pas de place sur les principales listes, et perd son mandat.

## Sources
- « Michel Bellot », dans Adolphe Robert et Gaston Cougny, Dictionnaire des parlementaires français, Edgar Bourloton, 1889-1891 [détail de l’édition]